# 建德千岛湖通用机场
建德千岛湖通用机场是位于中国浙江省杭州市建德市的一座A级跑道型通用机场，毗邻千岛湖风景区。该机场是浙江省首个取得民用机场许可证的通用机场。
机场拥有一条长500米、宽21米的通航机场跑道，可停放10架航空器的停机坪及可停放10-15架航空器的停机库。机场飞行区等级为1B级，占地面积约300亩。管制空域范围为高度1200米以下，面积约4500平方公里。

## 历史
2006年3月，建德千岛湖通用机场建设完工，同年5月31日通过中国民用航空华东地区管理局的验收，7月28日竣工试飞。通航当时机场主要提供空中游览及航空摄影、播种造林、护林防火、防治虫害、紧急救援、急救包机等服务。
2019年12月31日，建德千岛湖通用机场开通至舟山普陀山机场及黄山屯溪国际机场的短途运输航线。此为华东地区首条跨省短途运输航线。
2020年5月26日，国际航空运输协会（IATA）赋予建德千岛湖通用机场三字代码JDE。

## 空中交通服务通信设施通信频率
塔台：122.0MHz

## 航点
- 华夏通用航空有限公司：舟山、黄山。机型：塞斯纳208B。
- 江苏润扬通用航空有限公司：镇江。机型：大棕熊100。[5]
- 幸福航空有限公司: 上海。机型：塞斯纳208BEX。[6]